# 15618 Лоріфрітц
15618 Лоріфрітц (15618 Lorifritz) — астероїд головного поясу, відкритий 27 квітня 2000 року.
Тіссеранів параметр щодо Юпітера — 3,587.